# Elezioni parlamentari in Iraq del 1984
Le elezioni parlamentari in Iraq del 1984 si tennero il 20 ottobre. In totale vi furono 782 candidati e il Partito Ba'th ottenne 183 seggi su 250.

## Risultati
| Liste         | Voti      | %    | Seggi | +/- |
| ------------- | --------- | ---- | ----- | --- |
| Partito Ba'th | 5.249.172 | 73,2 | 183   | -4  |
| Indipendenti  | 1.921.828 | 26,8 | 67    | +4  |
| Totale        | 7.171.000 | 100  | 250   |     |
| Fonte: IPU    |           |      |       |     |